# مقاتلة دعم أرضي\استطلاع خفيفة
تم إنشاء برنامج «مقاتلات الدعم الأرضي/الاستطلاع الخفيفة» ( Light Air Support - LAS) أو Light Attack/Armed Reconnaissance (LAAR) لتمكين القوات الجوية الأمريكية من شراء طائرات خفيفة يمكن إستخدامها ضد المُنظمات المسلحة المتمردة أو كطائرات إستطلاع يمكن إنتاجها بثمن أقل من الطائرات النفاثة. على طائرة الدعم الخفيف أن تكون قادرة على العثور على الأهداف وتتبعُها ومهاجمتها إما من تلقائياً أو دعمًا للقوات البرية. بدأ البرنامج رسمياَ في يوليو 2009 مع طلب القوات الجوية الأمريكية الحصول على معلومات عن الطائرة. ولم يصدر بعد أي طلب للاقتراح. كان من المتوقع أن يتم طلب ما يقرب من 100 طائرة، ولكن القوات الجوية الأمريكية خَفضت عدد الطائرات المطلوبة إلى 15 طائرة. يُركز البرنامج الجديد المكون من 15 طائرة على تدريب الطيارين وليس على المهام القتالية.

## التاريخ
بدأ برنامج مُقاتلات الدعم الخفيفة / الإستطلاع عام 2009 بسبب الحاجة إلى طائرة دعم جوي جديدة تكون مناسبة لنوع القتال الذي كانت الولايات المتحدة تواجهه في العراق وأفغانستان بعد الغزو عام 2003. حيث كان يتم تنفيذ دور الدعم الجوي القريب من قبل عدة طائرات مختلفة، بما في ذلك A-10 Thunderbolt II ، و B-1B Lancer ، و F-16 Fighting Falcon ، و F-15E Strike Eagle. في حين أن جميع هذه الطائرات قادرة على دعم جوي قريب، إلا أن A-10 كانت مخصصة للدعم الذي تحتاجه القوات البرية في «نزاع منخفض الكثافة» ، أو عملية قمع المتمردين.
على سبيل المثال، لا تملك الطائرات النفاثة في كثير من الأحيان وقت التحليق اللازم للقيام بهذه المهام وتحتاج إلى دعم جوي للتزود بالوقود، مما يجعل مهماتها أكثر تكلفة. بالإضافة إلى ذلك، تستخدم المهام الطويلة طويلة الأمد عمر خدمة الطائرة بشكل أسرع من المتوقع، مما يتطلب استبدالها. قد يتسبب هذا في مشاكل في المستقبل لأن بعض الطائرات، مثل A-10 ، تكون خارج الإنتاج ولا يمكن استبدالها. كما أنها تستهلك وقود أقل من الطائرات النفاثة نسبياً.
ولحل هذه المشكلة، أصدرت القوة الجوية الأمريكية طلبًا للحصول Request For Information ) RFI )على معلومات في 27 يوليو 2009 تطلب تفاصيل عن طائرة هجوم خفيفة / استطلاع مسلحة مُحتملة يمكن تجهيزها بمتطلبات محددة والدخول في الخدمة في عام 2013.
خططت القوات الجوية للحصول على ما يقرب من 100 طائرة في RFI ، ولكن منذ ذلك الحين خُفضت الطلبات الأولية إلى 15 طائرة. لم يتم إصدار طلب أكثر تفصيلاً عن الاقتراحات اعتبارا من سبتمبر 2010.

### المرحلة الثانية
في أبريل 2018 ، بعد أن قررت القوات الجوية الأمريكية التخلي عن الاختبارات القتالية، قررت التقدم بالمرحلة الثانية من برنامج LAAR. تتضمن المرحلة الثانية فحص متطلبات الاستدامة، والقدرة على التواصل مع الطائرات الصديقة، وتكاليف التشغيل.

## المتطلبات
يجب أن تلبي طائرة LAAR المختارة العديد من المتطلبات الرئيسية، بما في ذلك:
- العمليات الميدانية تحت ظروف صعبة. يتطلب RFI أن تكون الطائرة قادرة على العمل من مَدارج شبه جاهزة مثل العشب أو السطوح الترابية.
- قوة دفاعية. سيتعين على الطائرة أن تتضمن عدة تدابير دفاعية، بما في ذلك نظام تحذير من القذائف (MAWS) ، وجهاز استقبال رادار للإنذار (RWR) ، وموزعات للقذف والمشرق.
- قُمرة القيادة مدرعة ومُحرِك مدرع.
- التحليق فترة طويلة من الوقت. يجب أن تكون الطائرة قادرة على الطيران لمدة 5 ساعات (مع احتياطي الوقود لمدة 30 دقيقة).
- نطاق. يجب أن يكون للطائرة نطاق 1600كم ميل بحري.
- القدرة على إرسال البيانات.
- قدرات الاستخبارات والمراقبة والاستطلاع (ISR). سيتعين على الطائرة تحديد الأهداف بالليزر، بالإضافة إلى تتبع الأهداف باستخدام الصور الفيديوية / البصرية والأشعة تحت الحمراء.
- الأسلحة. ستحتاج طائرة LAAR إلى ما لا يقل عن 4 مخازن للأسلحة قادرة على حمل مجموعة متنوعة من الأسلحة، بما في ذلك 500 رطل(227 كج) ، وصواريخ 2.75 بوصة (7 متر) ، راجمة صواريخ، ومواد متوهجة (Flares). بالإضافة إلي رشاش لإطلاق النار.

## منافسون
- بيتشكرافت تي-6 تكسان الثانية
- إمبراير إي إم بي 314 سوبر توكانو
- تيكسترون ايرلاند سكوربيون
- OV-10X
- A-67 Dragon
- إير تراكتور إيه تي-802
- إلينيا إرماتشي إم-346 ماستر

## وصلات خارجية
- "Hawker Beechcraft adds power to armed AT-6", FlightGlobal.com
- Air Tractor AT-802U Homepage